# Микоплазма
Микоплазма (лат. Mycoplasma) — род бактерий класса Микоплазмы (Mollicutes), не имеющих клеточной стенки. Представители вида могут быть паразитарными или сапротрофными. Несколько видов патогенны для людей, в том числе Mycoplasma pneumoniae, которая является одной из причин атипичной пневмонии и других респираторных заболеваний, и Mycoplasma genitalium, которая, как считается, участвует в появлении тазовых воспалительных заболеваний.

## Виды
Некоторые виды рода Mycoplasma:
- Mycoplasma bovis
- Mycoplasma capricolum
- Mycoplasma fastidiosum
- Mycoplasma fermentans
- Mycoplasma flocculare
- Mycoplasma gallisepticum
- Mycoplasma genitalium
- Mycoplasma haemofelis
- Mycoplasma hominis
- Mycoplasma hyopneumoniae
- Mycoplasma hyorhinis
- Mycoplasma hyosynoviae
- Mycoplasma laboratorium
- Mycoplasma laidlawii
- Mycoplasma muris
- Mycoplasma mycoides
- Mycoplasma ovipneumoniae
- Mycoplasma penetrans
- Mycoplasma pneumoniae
- Mycoplasma pulmonis
- Mycoplasma suipneumoniae

## Клиническое значение
Mycoplasma pneumoniae — возбудитель респираторной инфекции, так называемой лёгкой атипичной пневмонии. Mycoplasma genitalium может вызывать воспалительные заболевания органов урогенитальной системы и приводит к нарушению репродуктивной функции. Только эти два вида являются микоплазмами, патогенными для человека.
Остальные же микоплазмы относятся к категории условно-патогенных микроорганизмов. Нередко они присутствуют в мочеполовой системе здоровых мужчин и женщин, не вызывая при этом никаких заболеваний. Тем не менее некоторые исследователи относят микоплазмы к возбудителям инфекций, передаваемых половым путём (ИППП), хотя, согласно МКБ-10, к «истинным» ИППП нужно относить только следующие инфекции: гонококковую, хламидийную, трихомонадную, лимфогранулёму, шанкроид, паховую гранулёму, сифилис.
При диагностике заболеваний, связываемых с наличием микоплазм, часто применяется метод ПЦР, который позволяет выявить даже минимальное количество микоплазм, но одни только результаты метода ПЦР не должны являться поводом для активных терапевтических действий, поскольку присутствие микоплазм в урогенитальной системе не всегда предполагает обязательное назначение лечения. Широко распространены в РФ также метод прямой иммунофлюоресценции и культуральный метод с применением жидких питательных сред. Оба этих метода приводят к большому количеству диагностических ошибок — как случаев гипердиагностики, так и случаев недооценки имеющихся микоплазм.
Во многих случаях вывод о наличии у пациента вызванного микоплазмой урогенитального заболевания и о необходимости назначения антибиотиков делается на основании одних только результатов лабораторных исследований. Широко применяется в качестве диагноза отсутствующий в МКБ термин «микоплазмоз».
В действительности же, если у пациента обнаружена микоплазма, решение о необходимости назначения лечения должно приниматься в каждом случае индивидуально. Лечение следует назначать, только если присутствуют клинические и лабораторные проявления воспалительного процесса, а этиологическая значимость микоплазм доказана.
Очень важной, помимо выявления условно-патогенных микоплазм, должна являться оценка количественных параметров их присутствия, и особенно — клинических проявлений инфекции. Так, при наличии Mycoplasma hominis лечение должно проводиться, только если они выявлены в количестве более 104 КОЕ/мл, а другие возбудители, кроме этих микоплазм, не обнаружены, и при этом имеют место:
- клинические и лабораторные признаки воспалительного процесса органов урогенитальной системы;
- предстоящие оперативные или другие инвазивные лечебно-диагностические манипуляции в области органов урогенитальной системы;
- отягощённый акушерско-гинекологический анамнез (невынашивание беременности, бесплодие, перинатальные потери и пр.);
- беременность с осложнённым течением, которое обусловливает риск инфицирования плода.